# Livezile (Valea Mare), Dâmbovița
Livezile (în trecut, Băsești) este un sat în comuna Valea Mare din județul Dâmbovița, Muntenia, România.